# Old Tappan
Old Tappan és una població dels Estats Units a l'estat de Nova Jersey. Segons el cens del 2008 tenia 6.029 habitants.

## Demografia
Segons el cens del 2000, Old Tappan tenia 5.482 habitants, 1.778 habitatges, i 1.541 famílies. La densitat de població era de 655,3 habitants/km².
Dels 1.778 habitatges en un 42,6% hi vivien nens de menys de 18 anys, en un 77,7% hi vivien parelles casades, en un 6,7% dones solteres, i en un 13,3% no eren unitats familiars. En el 12,1% dels habitatges hi vivien persones soles el 6,1% de les quals corresponia a persones de 65 anys o més que vivien soles. El nombre mitjà de persones vivint en cada habitatge era de 3,02 i el nombre mitjà de persones que vivien en cada família era de 3,28.
Per edats la població es repartia de la següent manera: un 27% tenia menys de 18 anys, un 5,9% entre 18 i 24, un 24,3% entre 25 i 44, un 28,3% de 45 a 60 i un 14,6% 65 anys o més.
L'edat mediana era de 41 anys. Per cada 100 dones de 18 o més anys hi havia 89 homes.
La renda mediana per habitatge era de 102.127 $ i la renda mediana per família de 106.772 $. Els homes tenien una renda mediana de 77.635 $ mentre que les dones 48.047 $. La renda per capita de la població era de 48.367 $. Aproximadament l'1% de les famílies i l'1,8% de la població estaven per davall del llindar de pobresa.

## Poblacions més properes
El següent diagrama mostra les poblacions més properes.